# Moonlight Serenade (Carly Simon)
Moonlight Serenade è un album in studio della cantautrice statunitense Carly Simon, pubblicato nel 2005. Si tratta del quarto disco di rivisitazioni di standard popolari.

## Tracce
1. Moonlight Serenade (Glenn Miller, Mitchell Parish) – 4:02
2. I've Got You Under My Skin (Cole Porter) – 3:48
3. I Only Have Eyes for You (Al Dubin, Harry Warren) – 4:39
4. Alone Together (Howard Dietz, Arthur Schwartz) – 3:32
5. In the Still of the Night (Porter) – 4:26
6. Moonglow (Eddie DeLange, Will Hudson, Irving Mills) – 3:06
7. Where or When (Lorenz Hart, Richard Rodgers) – 3:31
8. The More I See You (Mack Gordon, Harry Warren) – 3:31
9. My One and Only Love (Robert Mellin, Guy Wood) – 3:26
10. All the Things You Are (Oscar Hammerstein II, Jerome Kern) – 3:49
11. How Long Has This Been Going On? (George Gershwin, Ira Gershwin) – 3:52